# Een licht in de duisternis
Een licht in de duisternis is het zevende deel van de Nederlandse detectiveserie De Waal en Baantjer, die vanaf deel 4 door alleen Simon de Waal werd verzorgd na het overlijden van Appie Baantjer.

## Samenvatting
De twee rechercheurs van deze detectiveserie zijn:
- Peter van Opperdoes (64). Na 25 jaar recherchewerk aan het bureau Warmoesstraat heeft hij overplaatsing gevraagd naar Politiebureau Raampoort aan de Marnixstraat. Hij woont aan de Brouwersgracht en is onlangs kinderloos weduwnaar geworden. Hij meent nog goed contact met zijn overleden vrouw te hebben.
- Jacob (35). Rechercheur van bureau Raampoort. Hij is getrouwd en heeft 2 kinderen. Het bureau Raampoort ziet onder andere toe op de Amsterdamse volkswijk De  Jordaan.

## Verhaal
In een sneeuwrijke nacht enkele dagen voor Kerstmis maakt Peter van Opperdoes een wandeling door zijn Jordaan. Aan een pleintje aan de Elandsgracht met beelden van vijf bekende Jordanezen, is een zesde hoofd geplaatst met een kaars ervoor van een onbekend persoon. De volgende ochtend gaat Peter met Jacob op onderzoek uit. Ome Toon van café de Jordaan identificeert het hoofd als Martin Pieters, een volkszanger. Daarom is hij wel op zijn plek in de beeldengroep bij Johnny Jordaan en Tante Leen, maar die zijn al dood. Via de cafébaas achterhalen ze het adres van de moeder van Martin, Jopie Verbrugge, die inderdaad het beeld heeft neergezet. Haar zoon is al drie maanden vermist en ze vreest het ergste.
Achter de computer op bureau Raampoort achterhaalt Jacob de vader van Martin, Willy Pieters. En die kent Peter nu weer erg goed. Een flierefluitende crimineel met een ellenlang strafblad, die nooit enig gevaar liep bij zijn misdaden. In zijn stamcafé is hij al drie maanden niet meer gezien. Via een katvanger komen ze aan zijn adres aan het  Rapenburg, waar ze Willy dood aantreffen met een kogel door zijn hoofd. Volgens de schouwarts kan hij best al drie maanden zo liggen. Volgens kastelein Rob van de Old Sailor kan ene Dragan daar achter zitten. Willy had zijn Fanny afgepakt.
Op het bureau Raampoort zit Fanny van Heemskerk dan al op de rechercheurs te wachten. Ze probeert Dragan te ontlasten en memoreert de angst van Willy voor ene Patrick. Na enige omzwervingen worden de twee rechercheurs bij een vers lijk ontboden achter de Haarlemmerpoort met 4 kogels in zijn lijf. Zijn rijbewijs meldt als eigenaar Patrick van Kampen. Met frisse tegenzin besteedt Ton van Maan van de technische recherche ook even aandacht aan een naastgeparkeerde opengebroken auto. Via de achtergelaten vingerafdrukken achterhalen de rechercheurs getuige en draaideurcrimineel Bobby de Boer. Laatstgenoemde stelt stellig dat hij een scheldende vrouw heeft horen weglopen van de plaats delict.
Ome Toon meldt de rechercheurs dat hij Martin weer gezien heeft. Digitaal rechercheur IJsselstein wordt nu intensief bij het onderzoek betrokken. De telefoon van de dode Patrick biedt een schat aan aanknopingspunten. Want vlak na de moord op Patrick is Martin gebeld. De vraag voor de twee rechercheurs is nu opnieuw weer in hoeverre toeval bestaat? De twee rechercheurs worden door IJsselstein naar Dragan en Fanny geleid, juist op het moment dat Dragan Fanny haar telefoon geeft. Fanny wordt meegenomen naar het bureau en Dragan blijft een vrij man. Op het bureau krijgt Fanny expres via een struikelende Jacob een bekertje water over zich heen, waarna haar gescheld wordt geïdentificeerd door Bobby de Boer. Fanny bekent vervolgens dat zij Patrick heeft vermoord omdat hij Willy had omgelegd. Vervolgens belde ze Martin om te zeggen dat voor hem de kust weer veilig was.
In het huis van Fanny vinden ze het moordwapen en Dragan, die wederom vrij is om te gaan. Bij een tweede bezoek aan het huis van Willy, treffen de twee rechercheurs een grondig doorzocht huis aan, waar de technische recherche geen debet aan is. Ze vinden er de vingerafdrukken van Fanny en die bekent dat ze er een partij cocaïne heeft weggehaald, die nog steeds in haar auto ligt. Martin Pieters wordt met zijn telefoon snel gevonden en meegenomen naar Raampoort. Hij geeft toe dat vader Willy heel even in de cocaïnehandel was gestapt. Het onderzoek naar de moord op Willy zit muurvast, totdat Peter een waarschuwing van Dragan memoreert:
“De dingen zijn soms niet wat ze lijken.”
Hij laat Jacob een politiefoto van Willy van twintig jaar eerder op zijn computer opduikelen en hij beseft dat het beeld van Willy was en niet van Martin. Jopie Verbrugge bekent vervolgens met liefde de moord op Willy om haar Peter te beschermen.
Terug op Raampoort is commissaris Van Straaten toch wel erg tevreden met zijn rechercheurs. Hij was wel liever eerder op de hoogte gebracht maar twee moorden met twee vrouwelijke daders is toch wel uniek. Jacob vraagt zich tot slot af of het al dan niet toeval was dat Peter dat hoofd met een lichtje moest ontdekken?